# Reims
Reims (Franska:  [ʁɛ̃s]) är en stad och kommun i nordöstra Frankrike, 160 kilometer från Paris. Reims var den största staden i regionen Champagne-Ardenne, som sedan 2016 ingår i den då nyskapade regionen Grand Est. År 2022 hade Reims 178 478 invånare.
Reims är belägen vid Aisne-Marne-kanalen. Reims har en av Frankrikes största gotiska katedraler, katedralen i Reims, som traditionellt var kröningskyrka för de franska kungarna. Den, liksom Saint-Remibasilikan och Taupalatset, är förklarade som världsarv.
Reims är en huvudort för produktion av champagne.

## Historia

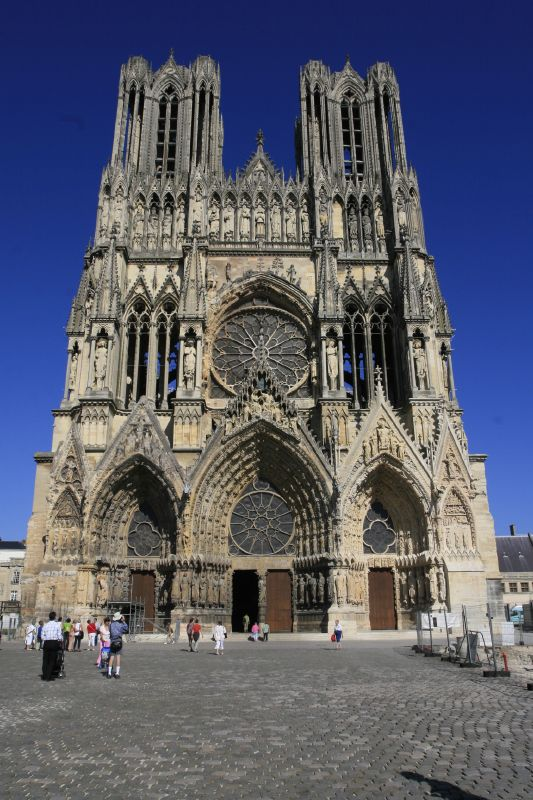
Katedralen i Reims

Reims hette på Julius Caesars tid Durocortorum, var den keltiska folkgruppen remernas huvudstad i belgiska Gallien och kallades senare Remi. Kristendomen infördes omkring 360. Efter segern vid Tolbiacum (496) lät Klodvig I och flera tusen av hans män döpa sig i Reims av den helige Remigius, vilken omständighet förlänade biskopsstolen (sedan 774 ärkebiskopsstol) stor glans. Flera av de följande kungarna lät där smörja sig med den heliga oljan (se Ampulla), och detta blev regelbundet fallet efter Filip II August. Särskilt ryktbar är Karl VII:s kröning, 17 juli 1429, som Jeanne d'Arc möjliggjorde genom sina segrar och vilken hon bevistade. Flera koncilier hölls i Reims under medeltiden.
Genom fördraget i Troyes (1420) avträddes staden till engelsmännen, men dessa fördrevs genom Jeanne d’Arc 1429. 12 mars 1814 besattes staden av preussare och ryssar, anförda av Saint-Priest, men dessa måste följande dag uppge den åt Napoleon I, varvid Saint-Priest dödligt sårades. 1870, under fransk-tyska kriget, var staden besatt av tyskarna. Den skadades svårt under första världskriget.

## Stadsbild

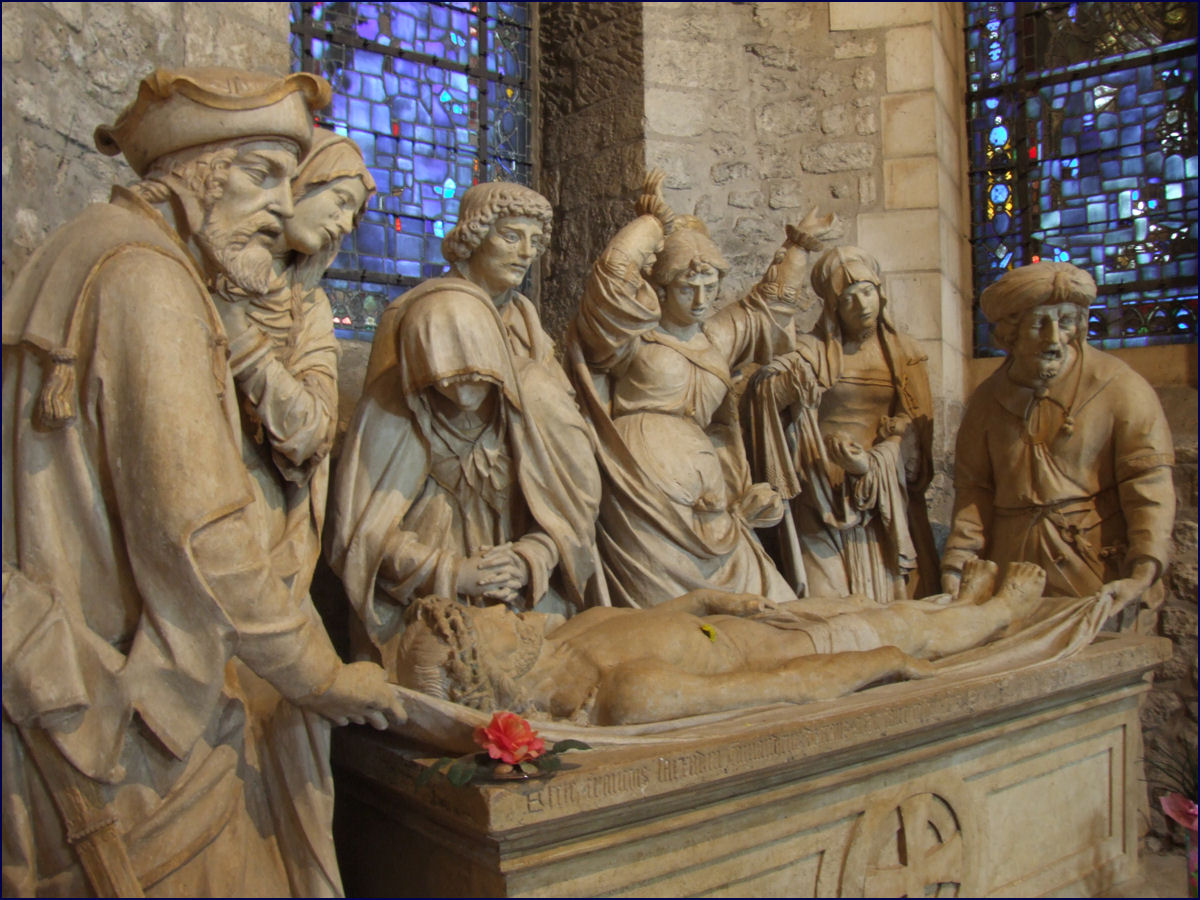
Staty i Saint-Remibasilikan.

Förnämsta byggnaden är stadens katedral, en ädel gotisk byggnad av väldiga dimensioner. Koret byggdes av Robert de Coucy 1214-41; fasaden fullbordades på 1300-talet. Byggnaden, i form av ett latinskt kors, har en bredd i tvärskeppet av 49,5 m., en längd av 139 och en höjd i mittskeppet av 38 m. Glanspartiet i hela byggnaden är västra fasaden med tre praktfulla portaler, ett rosfönster (12 m. i genomskärning) och en slösaktig rikedom på skulpturer. De nu 81 m. höga tornens spiror jämte tvärskeppets fem torn förstördes 1481. Det inre har en mängd konstverk och dyrbarheter. Efter Filip II August har alla franska kungar (med undantag av Henrik IV, Ludvig XVIII och Ludvig Filip I) krönts i denna kyrka.
En ännu äldre kyrka är Saint-Remibasilikan, påbörjad i romansk stil omkring 1049, men på 1100-talet ombyggd i gotisk stil, med den helige Remigius’ grav.
Andra mera framstående byggnader är ärkebiskopspalatset, Hotel de ville, i renässansstil (påbörjat 1627, fullbordat först 1825 och utvidgat 1880), med tavelgalleri, naturhistoriskt museum och ett bibliotek med 100,000 bd, Palais de justice, Porte de Mars (en romersk triumfbåge) samt Maison des musiciens, så kallat med anledning av fem fint arbetade statyer av musikanter i nischer på framsidan.
Efter fransk-tyska kriget 1870-1871 blev Reims en fortfästning. Fortgördeln, som har omkring 9,5 km. radie och 35 km. längd, utgörs av i nord väst fort S:t Thierry med ett annexverk och reduiten Chenay, i nord öst fort Fresnes, i öst forten Vitry, Vigie de Berry med stort annexbatteri och Nogent l’Abesse med annexbatteri, i syd öst fort Pompelle och i söder fort Montbré. Av de gamla fästningsverken, vilka utlagts till promenadstråk, har endast några portar bevarats. Gatorna är breda och regelbundna. Större öppna platser är Place Godinot, med en fontän, och Place Royale, med staty av Ludvig XV, varjämte finns statyer av den i Reims födde Colbert, av marskalk Drouet d’Erlon samt av Jeanne d’Arc.

## Ekonomi
Av stor betydelse har ylleindustrin varit. Staden är en av de största nederlagsorterna för champagne, för vilkas förvar finns ofantliga källare uthuggna i kalkklippan, och är ryktbar för sina biskvier, pepparkakor och torkade päron.

## Utbildning
- NEOMA Business School

## Befolkningsutveckling
Antalet invånare i kommunen Reims
| Referens: INSEE |